# Rail d'Ouessant
Le rail d'Ouessant est le nom communément utilisé pour désigner le dispositif de séparation du trafic (DST) maritime au large de l'île d'Ouessant, l'île française la plus occidentale de métropole qui marque la limite entre l'Atlantique et la Manche.
Il s'agit d'un des passages maritimes les plus fréquentés du monde où transite, chaque année, 70 % du trafic maritime mondial en tonnage (130 navires par jour, soit 45 000 par an en 2018).

## Genèse du dispositif

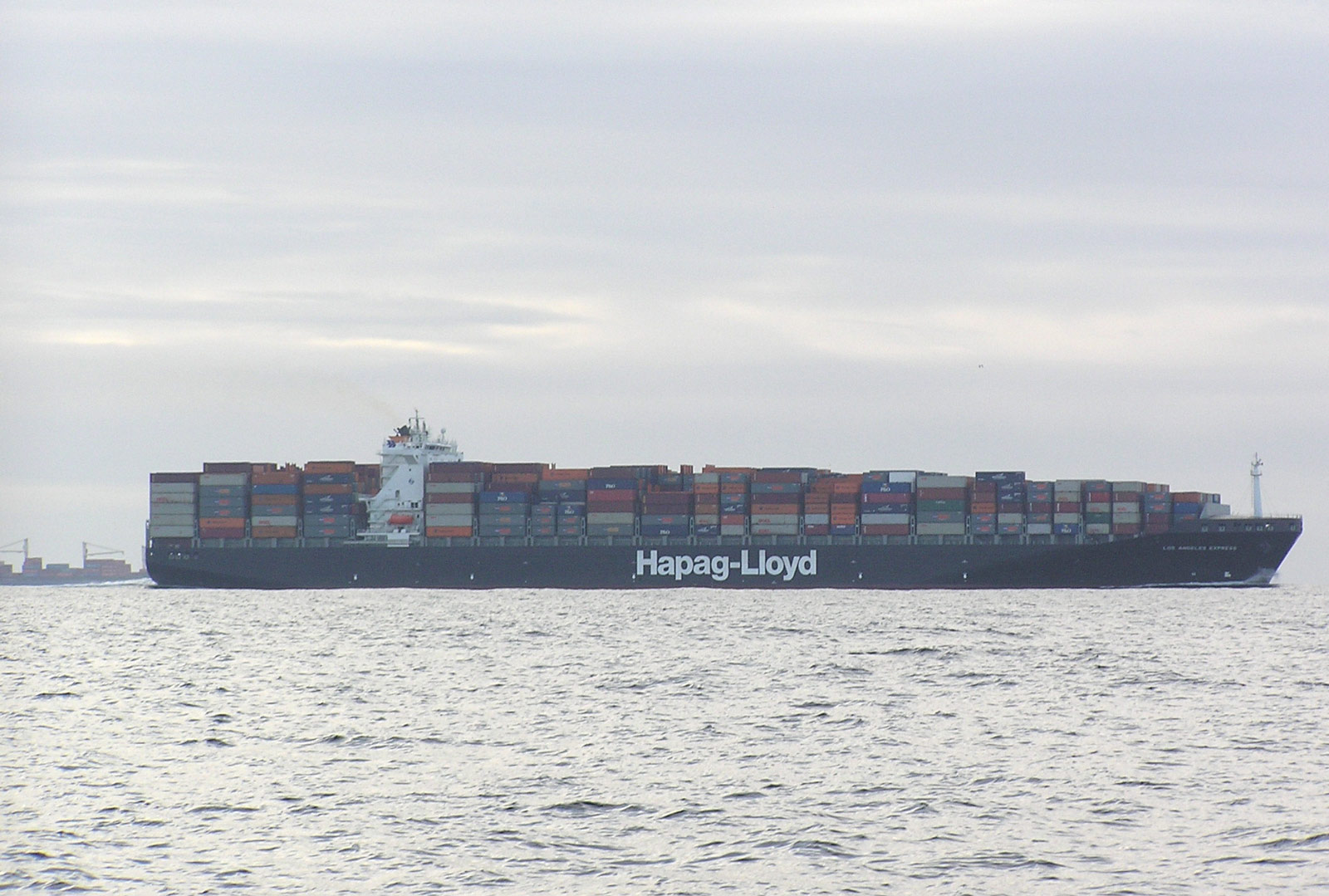
Porte-conteneurs en train de dépasser un navire plus petit sur le rail montant

Dans la deuxième moitié du XXe siècle, les administrations chargées de la sécurité de la navigation s'inquiètent de la multiplication des collisions dans les zones de navigation les plus fréquentées, en particulier les détroits. On dénombre en 1963 pas moins de 21 collisions conduisant à la perte totale du navire. L'année suivante, les instituts des navigations allemande, anglaise et française proposent à l'Organisation maritime internationale (OMI) l'adoption de route ou de rail, à l'imitation des transports terrestres. Le Maritime Safety Committee (MSC) de l'OMI adopte une résolution en ce sens en 1964. Les instituts établissent alors une liste de dispositif de séparation du trafic (DST) à mettre en place, dont le premier sera adopté en juin 1967 pour le Pas de Calais. Le respect de ce premier DST devient obligatoire en 1971, après une série de collisions meurtrières. En 1972, le règlement international pour prévenir les abordages en mer (ColReg 72) confirme l'obligation de respecter les DST, dont l'OMI publie la liste, dans laquelle figurent Ouessant et les Casquets, en novembre 1973. Le rail d'Ouessant comprend alors une zone côtière strictement interdite à la navigation de cinq milles marins, un rail montant de quatre milles, une zone de séparation de deux milles et un rail descendant de quatre milles. La largeur des rails est portée à 5 milles en 1977.
Le dispositif, d'une largeur totale de 17 milles, est proche de la côte pour permettre aux derniers navires qui naviguent encore au sextant et à vue de se positionner précisément par rapport aux amers d'Ouessant. Le rail montant, celui que doivent emprunter tous les navires faisant route vers la Manche et qui sont souvent les navires présentant les risques de pollution les plus importants — notamment les pétroliers — est le plus proche de la côte car la règle est que les navires doivent de manière générale se croiser bâbord sur bâbord.
Malheureusement aucun dispositif ne permet de veiller au respect du dispositif, dont une bonne partie est alors située hors des eaux territoriales françaises. À cette époque, de nombreux navires « coupent » à travers le dispositif, le prennent à contresens, voire circulent dans la zone côtière ou entre Ouessant et le continent, par le passage du Fromveur, afin de gagner du temps, comme le confirment les témoignages des navigants de l'époque et des gardiens de phare.

## Amélioration du dispositif après la catastrophe de l'Amoco Cadiz
À la suite de la mobilisation publique qui a suivi la catastrophe de l'Amoco Cadiz en  mars 1978, le dispositif a été éloigné de la côte, modifié et complété. Le rail montant a été réduit à trois milles de large et réservé aux navires ne transportant pas de marchandises dangereuses, la zone de séparation a été étendue à huit milles, le rail descendant à cinq milles, une seconde zone de séparation de six milles a été créée, isolant un second rail montant qui s'étend jusqu'à 33 milles nautiques d'Ouessant et qui est réservé et obligatoire pour les pétroliers, chimiquiers, et autres navires transportant des produits dangereux. Mais les principales innovations sont ailleurs.
La Marine nationale française reçoit une mission de police pour faire respecter la loi dans cette zone. Le préfet maritime a le pouvoir de détourner tout navire dont le comportement le justifie. Un centre de surveillance, le CROSS Corsen, commun à la Marine nationale et à l'administration des Affaires maritimes est mis en place et dispose à partir de 1979 d'un radar longue portée installé sur un sémaphore d'Ouessant, puis près de là sur une tour radar de 72 mètres. La circulation des navires de commerce est interdite dans la zone située entre le rail montant et le continent. Un remorqueur de haute mer (l’Abeille Flandre puis l'Abeille Bourbon) est à la disposition du CROSS pour toutes les missions d'assistance dans le rail. En cas d'avis de tempête ou de mer forte (dès que le vent dépasse 25 nœuds, soit environ 40 km/h), le remorqueur se prépositionne près de Camaret pour pouvoir intervenir plus rapidement en cas de nécessité ; par temps calme, il reste basé au port de Brest.

## Modifications de 2003
Ce dispositif présentait toutefois un défaut majeur. Les navires transportant des marchandises dangereuses ou polluantes pour l'écosystème marin devaient, pour rejoindre leur voie réservée et la quitter, croiser deux fois les navires qui empruntent le rail descendant, une première fois pour les navires faisant route d'Ouessant vers le cap Finisterre, au nord-ouest de la péninsule ibérique, et une deuxième fois pour les navires faisant route du dispositif des Casquets, au nord-est du Cotentin vers Ouessant. Ces croisements se faisaient hors de portée des centres de surveillance du cap Finisterre, de Corsen et de Jobourg. Le dispositif écartait bien les navires transportant des marchandises dangereuses de la côte mais multipliait les risques de collision.
Pour cette raison, depuis 2003, le rail a été recomposé à deux voies de navigation pour tous les navires, mais est situé bien plus au large que le dispositif d'origine. La voie montante commence à 24 milles de l'île et est large de cinq milles. Au large se trouve une zone de séparation de cinq milles, puis une voie descendante de cinq milles de largeur également. Les moyens actuels de navigation (système de positionnement par satellites) permettent en effet de se positionner correctement sans être en vue de la côte, néanmoins le rail est marqué à son entrée sud-ouest par une bouée-phare équipée d'un Racon et d'un AIS et à son entrée nord-est par une bouée à sifflet également équipée d'un Racon.

## Vidéos
- Le rail d'Ouessant, une voie maritime délicate[10].
- Le rail d'Ouessant sous surveillance internationale, France 3 Bretagne, 15 septembre 2012[11].